# Gustaf Wilhelm Rydman
Gustaf Wilhelm Rydman, född 10 november 1755 i Vasa i Österbotten, död 28 juni 1809 på Björkö i Nedertorneå socken, var en svensk präst.
Efter undervisning i hemmet gick Rydman i hemstaden Vasas trivialskola och blev 1774 student vid Kungliga akademien i Åbo, där han disputerade under Henrik Gabriel Porthans presidium och 1778 promoverades till filosofie magister. Han utnämndes i januari 1781 till hertig Karls hovpredikant utan att vara prästvigd, men prästvigdes i mars samma år. Han tjänstgjorde som hovpredikant till 1784, då han utnämndes till kyrkoherde i Nedertorneå församling med tillträde 1785. Mellan 1785 och 1803 var han också kontraktsprost. År 1800 blev han ledamot av Vasaorden.
Rydman var den odelade Nedertorneå sockens sista kyrkoherde. Efter freden i Fredrikshamn delades socknen i två delar. År 1816 fick den östra, finska delen en ny ordinarie kyrkoherde, då Simon Appelgren tillträdde. Inte förrän 1823 fick den svenska delen av Nedertorneå en ny kyrkoherde med Salomon Antman.
Rydman var son till köpmannen Otto Fredrik Rydman och Maria Elisabeth Krook. Han var gift med Christina Elisabeth Callmeijer, som var dotter till tullöverinspektoren Johan Ernst Callmeijer i Åbo och dennes hustru Magdalena Nordberg. Hustrun avled 1844 i Nedertorneå prästgård i Kirkonmäki på Björkö. Sonen Gustaf Ernst Rydman blev först lantmätare men sedan lantbrukare i hemsocknen, där han avled 1833. Makarnas andra barn var en dotter som dog späd. Familjen Rydmans grav finns bevarad på nuvarande finska Nedertorneås kyrkogård.